# Jungle Jitters
Jungle Jitters è un cortometraggio d'animazione diretto da Friz Freleng della serie Merrie Melodies uscito il 19 febbraio 1938, prodotto dalla Leon Schlesinger Productions e distribuito dalla Warner Bros. Pictures.
A causa della diffusa presenza di stereotipi razziali nei confronti della popolazione di colore per tutta la durata del corto, nel 1968 la United Artists decise di non permetterne più la trasmissione televisiva insieme a quella di altri dieci cortometraggi con criticità simili che divennero poi noti come Censored Eleven (gli "undici censurati"); a causa però del fatto che i diritti sull'opera erano già scaduti l'anno precedente, in quanto non rinnovati, il corto rimase comunque disponibile nel pubblico dominio attraverso numerosi distributori non ufficiali e tramite copie di seconda mano.

## Trama

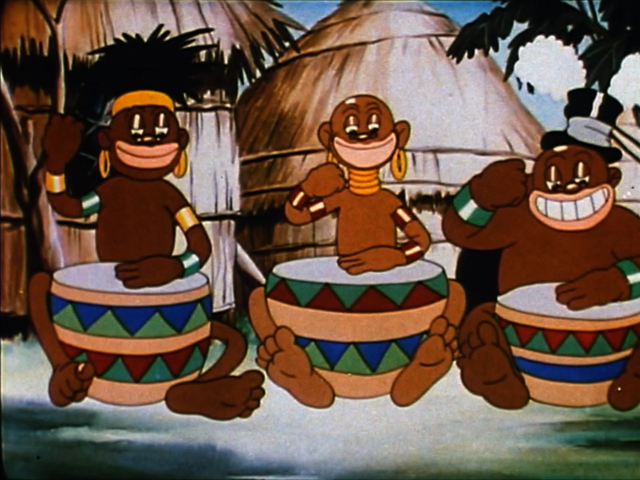
Una scena del corto, che raffigura tre africani stereotipati che suonano dei tamburi.

Nella giungla, dei membri di una tribù africana (i cui volti richiamano la blackface e gli stereotipi degli afroamericani presenti negli spettacoli per menestrelli) si accingono a iniziare la loro giornata. Delle persone danzano intorno a una tenda e poi la usano come carosello, sulle note di The Merry-Go-Round Broke Down, finché la "giostra" rallenta e si rompe.
Un venditore ambulante dal volto da cane (che si chiama Elmer, forse a parodiare Elmer Blurt, un personaggio radiofonico del comico Al Pearce) giunge al villaggio per cercare di vendere loro degli utensili assortiti. I nativi all'inizio fanno il possibile per evitarlo, ma poi decidono di cucinarlo (in quanto sono dei cannibali) e quindi lo invitano e lo gettano in un calderone, mentre una mammy cuoca prepara una zuppa. La tribù inizia a familiarizzare con i suoi oggetti, come un aspirapolvere, delle batterie, lampadine, eccetera...
La regina del villaggio (che è una vecchia donna bianca simile a una gallina, forse per evitare qualunque problema con il codice Hays sulla questione della mescolanza razziale) viene a sapere dell'arrivo del venditore e, in cerca disperatamente di un marito, lo fa entrare. Mentre Elmer pronuncia il suo discorso di vendita, la regina se lo immagina come Clark Gable e Robert Taylor e se ne innamora, chiedendogli di sposarsi immediatamente. Viene improvvisato in fretta un matrimonio, ma quando gli viene chiesto di baciare la sposa, Elmer va nel panico e salta nel calderone, augurandosi che i suoi rapitori abbiano tutti un'indigestione.

## Distribuzione
Come gli altri cortometraggi degli "undici censurati", Jungle Jitters non ha ricevuto una distribuzione ufficiale in videocassetta o in DVD, nonostante sia di dominio pubblico in quanto non ne vennero rinnovati i diritti; esistono tuttavia varie distribuzioni non ufficiali.